# Diphilos (Koroplast)

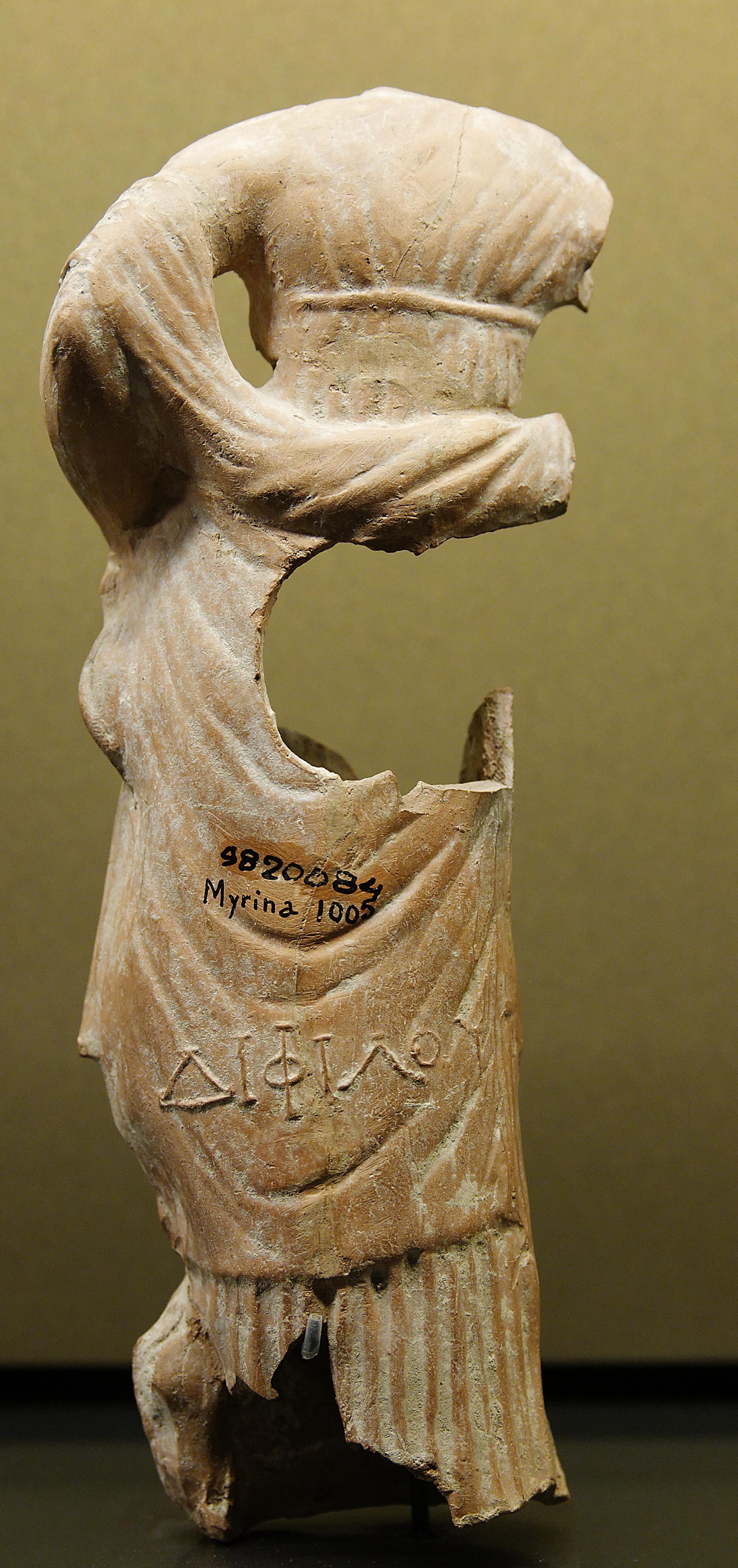
In ein Gewand drapierte Frau mit der Signatur des Diphilos auf der Rückseite. Louvre, Paris

Diphilos (altgriechisch Δίφιλος) war ein griechischer Koroplast und Leiter einer Werkstatt, der am Ende des 1. Jahrhunderts v. Chr. und am Anfang des 1. Jahrhunderts n. Chr. in Myrina in Kleinasien tätig war.
Diphilos ist von knapp siebzig Signaturen auf Tonstatuetten bekannt, die in der Nekropole von Myrina gefunden wurden. Unter den Statuetten finden sich mehrere Darstellungen der Göttinnen Aphrodite und Artemis und des Gottes Dionysos sowie eine Darstellung der Hygieia, des nackten Hermes, des Apollon Kitharoidos und des Herakles sowie mehrere Darstellungen von Eroten, fliegenden, sogenannten syrischen Eroten und Nachahmungen bekannter Figuren wie der Aphrodite von Knidos oder der Aphrodite Genetrix. Daneben gibt es eine Reihe von Statuetten, die Alltagsszenen zeigen: reich gewandete Frauen, mit Mänteln bekleidete Epheben mit Köcher oder Schriftrolle, nackte Epheben oder mit Tieren spielende Kinder. Viele der Figuren sind auffallend schlank gestaltet, haben schmale Schultern und dafür einen ausgeprägten Hüftbereich. Die Frauenfiguren weisen nur schwach ausgeprägte Brüste auf, wofür die Anatomie der Eroten und Epheben eher weiblich wirkt. 
Die genaue Datierung der Statuetten ist wegen fehlender Grabungsbefunde nicht möglich. Durch stilistische Untersuchungen ließ sich die Entstehungszeit jedoch auf die Zeit von der zweiten Hälfte des 1. Jahrhunderts v. Chr. bis zur zweiten Hälfte des 1. Jahrhunderts eingrenzen, wobei der Zeitraum größer ist als die mögliche Schaffenszeit eines einzelnen Künstlers. Diphilos war daher der Meister einer Werkstatt, die seinen Namen als Markennamen weiter verwendete. Die Mehrzahl der Koroplastiken wurden aus zwei aus Gips oder manchmal aus Ton bestehenden Matrizen hergestellt, die zu einer Form zusammengefügt wurden. Diese Herstellungstechnik wurde über die gesamte Zeit des Bestehens der Werkstatt beibehalten. Bis auf zehn Ausnahmen findet sich die Signatur von Diphilos auf der Rückseite der Basis, bei den übrigen befindet sie sich auf der Rückseite der Figuren.
Im Pergamonmuseum befindet sich ein Bronzestempel mit der Signatur von Diphilos. Ob es sich hierbei um den Stempel des Koroplasten oder einer anderen Person gleichen Namens handelt ist unklar.